# Ilaria Toesca
Ilaria Toesca (Roma, 8 gennaio 1928 – Roma, 2 giugno 2014) è stata una storica dell'arte e funzionaria italiana.

## Biografia
Ilaria Toesca nasce a Roma da genitori entrambi storici dell'arte: la madre Elena Berti (1899-1966), autrice di numerosi saggi, e il padre Pietro Toesca, uno dei maggiori studiosi del XX secolo. 
Figlia unica, si dedica agli stessi studi dei genitori e dopo aver frequentato il liceo ginnasio Visconti, si laurea nel 1948 a soli 20 anni, studiando con Lionello Venturi, Natalino Sapegno, Mario Praz, Pietro Paolo Trompeo e Giuseppe Gabetti. La tesi, dedicata all'opera di Andrea e Nino Pisano, viene pubblicata nel 1950.
Durante il liceo, negli anni dell'occupazione tedesca, entra in contatto con il gruppo studentesco antifascista che fa riferimento a Franco Rodano; nel gruppo incontra il futuro marito Carlo Bertelli, anche lui impegnato nello studio dell'arte, precisamente dell'arte tardoantica e dell'arte medievale. Si sposano nel 1958 e hanno due figli, Pietro (1963) e Giovanna Bertelli (1965). Anche dopo la separazione, avvenuta nel 1973, continueranno a interessarsi dei rispettivi percorsi professionali.

## Carriera

### Gli inizi
Dopo la laurea ottiene diverse borse di studio: a Salisburgo, presso il Castello di Leopoldskron nel 1948; ad Amsterdam e Parigi nel 1949; a Londra, presso il Warburg Institute nel 1950-51; qui conosce, rimanendone fortemente influenzata, Rudolf Wittkower, suo tutor, e Otto Pächt. Parla perfettamente il tedesco, il francese e l'inglese e ciò favorisce scambi culturali con studiosi di varie nazionalità.
Studia l'opera di Alessandro Galilei in Irlanda e in Toscana, scoprendone lavori ancora inediti.  Negli anni fra il 1951 e il 1961 collabora con la rivista Paragone, con l'Istituto dell'Enciclopedia Italiana per il Dizionario enciclopedico e per l'Enciclopedia dell'arte, e con Scriptorium, rivista internazionale di studi relativi ai manoscritti medievali.

### A Venezia
Nel 1955 vince il concorso per ispettore presso le raccolte d'arte pubbliche e viene nominata soprintendente alle Gallerie di Venezia. La nuova attività la assorbe completamente, accantona perciò i progetti di studio, riuscendo comunque a lavorare alla pubblicazione di un gruppo di disegni di David Pièrre Giottino Humbert de Superville, in un periodo in cui è ancora scarso l'interesse degli studiosi per i pittori così detti nazareni. 
Tra il 1956 e il 1960 circa collabora con l'ICOM Italia (International Council of Museums), sia in qualità di esperta e competente scientifica, sia per le sue abilità linguistiche.

### A Roma
Trasferita alla soprintendenza alle Gallerie di Roma e del Lazio, lavora alla stima del patrimonio artistico mobile del Quirinale, soprattutto al patrimonio dei Savoia e, con altri colleghi, al patrimonio artistico delle chiese appartenenti al Fondo Edifici di Culto a Roma. Dirige i restauri dei dipinti di Giovanni Lanfranco nella chiesa di Sant'Agostino nel 1958-59 e di altre opere nella chiesa di San Silvestro in Capite. Scopre una croce dipinta nella chiesa di San Tommaso ai Cenci; si impegna nei restauri di affreschi del Duecento a Filacciano e di opere di Lorenzo da Viterbo al Santuario della Madonna del Sorbo di Campagnano; tutte attività accompagnate da pubblicazioni scientifiche.
Nel 1973 le viene assegnata la direzione del Gabinetto Nazionale delle Stampe e dei Disegni di Roma che nel 1975 viene fuso con la Calcografia Nazionale e rinominato Istituto centrale per la grafica.

### A Mantova
Nel 1974 viene nominata soprintendente a Mantova dove rimane per dieci anni. Qui si dedica alla valorizzazione di numerosi tesori, alcuni custoditi nel palazzo del Podestà. Nel 1980 scopre e cura il recupero e il restauro di un affresco del XIV-XV secolo raffigurante una veduta dell'epoca della città, rinvenuto casualmente. Si occupa inoltre di realizzare una completa documentazione fotografica degli affreschi del Mantegna e del Pisanello, anch'essi al Palazzo del Podestà, in vista di un loro probabile strappo. Prepara il progetto del restauro della Camera degli Sposi, portato poi a termine dal suo successore Antonio Paolucci.

Nel 1978 viene nominata socia dell'Accademia Nazionale Virgiliana.
Rilevanti sono i suoi contributi nel campo dell'oreficeria medievale: a Mantova studia e documenta la Madonna del Trecento in argento dorato del tesoro della cattedrale e un cofanetto del XVI secolo in argento dorato e madreperla, entrambi conservati nel Museo Diocesano; conduce inoltre rigorose indagini sugli smalti della corona dell'abbazia di San Galgano a Siena e della Croce Santa conservata nella pinacoteca comunale di Castiglion Fiorentino.
Francesco Sisinni, direttore generale alle Antichità, le conferisce la direzione scientifica del restauro della chiesa abbaziale di Acquanegra, riconosciuta in seguito come rilevante monumento dell'arte romanica in Lombardia. Tale restauro la occuperà negli anni fra il 1977 e 1984.

### Gli ultimi anni
Nel 1984 torna a Roma, al Ministero dei Beni Culturali come ispettore centrale. Tra le altre cose si interessa del gallo in bronzo, risalente circa al XI - IX secolo, posto sulla cima del campanile della Chiesa di San Silvestro in Capite. Grazie all'interesse suscitato dai suoi studi, il gallo verrà esposto nel 2000 a Brescia nell'ambito della mostra Il futuro dei Longobardi. L'Italia e la costruzione dell'Europa di Carlo Magno a cura di Carlo Bertelli.
Va in pensione nel dicembre del 1994, interrompe quindi i suoi impegni lavorativi, ma non i suoi studi, in particolare quelli rivolti all'abbaziale di Acquanegra sul Chiese.

### Recentemente
- Presso l'Università degli Studi di Milano Facoltà di Studi Umanistici - Anno accademico 2020-2021, è stata discussa la tesi di laurea "Ilaria Toesca (1928-2014): bibliografia ragionata", relatore prof. Giovanni Agosti, laureanda: Silvia Cazzaniga.
- l'11 ottobre 2024 Comune, parrocchia e Pro loco di Acquanegra sul Chiese (MN) hanno organizzato un evento commemorativo dal titolo: "Ilaria Toesca e Mantova: dieci anni di impegno a servizio di arte e cultura[12][13].

## Onorificenze
Viene insignita dal presidente della Repubblica Francesco Cossiga dell'onorificenza di Ufficiale dell'Ordine al merito della Repubblica italiana.